# Бирицкая, Зинаида Михайловна
Зинаи́да Миха́йловна Бири́цкая (13 июня 1940, Куженер, Марийская АССР, РСФСР, СССР — 21 февраля 2024, Йошкар-Ола, Россия) ― марийская советская танцовщица. Солистка балета Государственного ансамбля песни и танца «Марий Эл» (1960―1983). Заслуженная артистка РСФСР (1980). Заслуженная артистка Марийской АССР (1974).

## Биография
Родилась 13 июня 1940 года в п. Куженер Марийской АССР РСФСР в крестьянской семье.
В 1959 году окончила Марийское культпросветучилище.
Танцевала в Чувашском ансамбле песни и танца, в Северном русском народном хоре.
В 1960—1983 годах — солистка балета Государственного ансамбля песни и танца «Марий Эл».
В 1980 году ей присвоено почётное звание «Заслуженная артистка РСФСР».
После ухода с профессиональной сцены работала хореографом в спортивной школе. 
Скончалась 21 февраля 2024 года в г. Йошкар-Оле.  

## Семья
Супруг — танцор Северного русского народного хора О. Бирицкий.
Внук —  Кирилл Паршин, сноха — Светлана Паршина, солисты Марийского государственного академического театра оперы и балета имени Э. Сапаева.

## Признание
- Заслуженная артистка РСФСР (1980)[2][3]
- Заслуженная артистка Марийской АССР (1974)[2][3]